# Södertälje (commune)
La commune de Södertälje est une commune suédoise du comté de Stockholm. Environ 99 870 personnes y vivent (2020). Son chef-lieu se situe à Södertälje.

## Géographie
La superficie de la commune est de 524,86 kilomètres carrés (1er janvier 2016) et sa population est de 101 209 habitants (31 décembre 2021).
La municipalité est située dans la partie nord de la province de Södermanland avec le lac Mälaren au nord et la mer Baltique (Svärdsfjärden, Himmerfjärden et Järnafjärden) à l'est ; ceux-ci sont reliés par le canal de Södertälje. 
La partie nord-est de la commune, le district d'Östertälje, se trouve sur l'île de Södertörn.

## Galerie

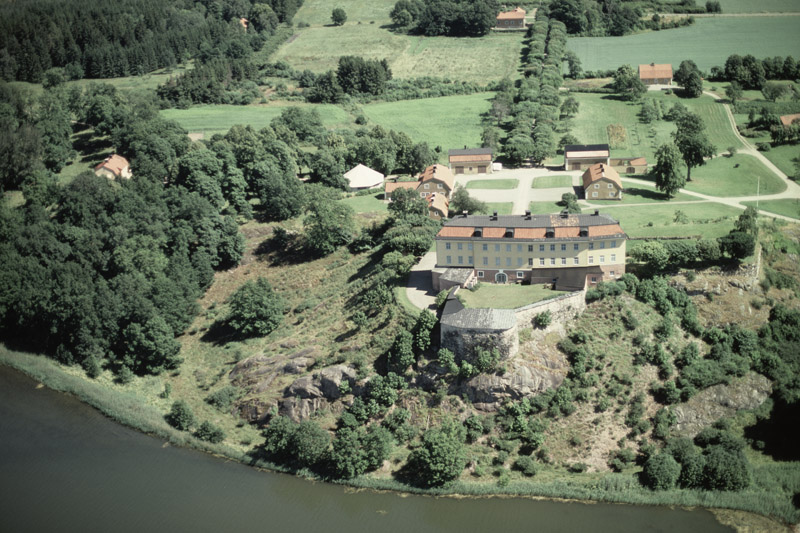
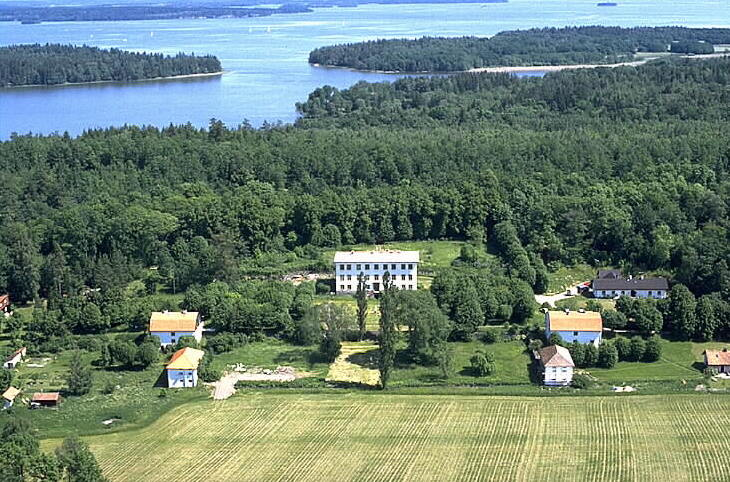
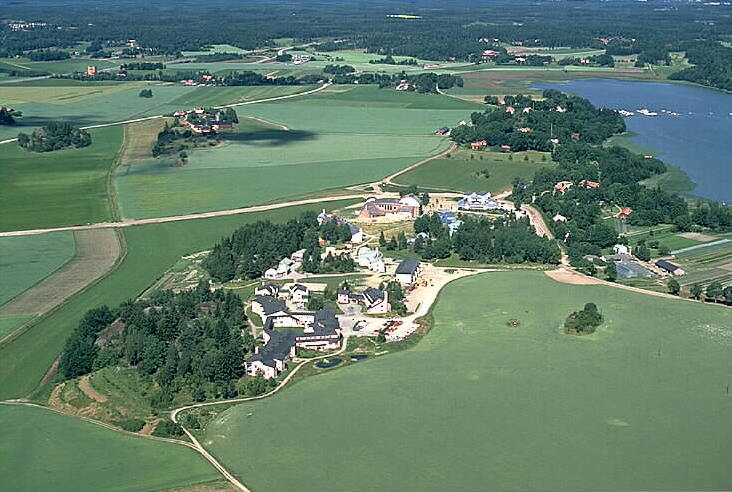

## Population
| 1950   | 1955   | 1960   | 1965   | 1970   |
| ------ | ------ | ------ | ------ | ------ |
| 35 655 | 39 043 | 43 901 | 55 558 | 71 157 |

| 1975   | 1980   | 1985   | 1990   | 1995   |
| ------ | ------ | ------ | ------ | ------ |
| 72 642 | 73 757 | 72 990 | 74 889 | 74 917 |

| 2000   | 2005   | 2010   | 2015   | 2020    |
| ------ | ------ | ------ | ------ | ------- |
| 77 882 | 80 553 | 86 246 | 93 202 | 100 111 |

## Localités principales
- Ekeby (956 hab.)
- Hölö (978 hab.)
- Järna (5 796 hab.)
- Mölnbo (966 hab.)
- Pershagen (2 218 hab.)
- Sandviken (239 hab.)
- Södertälje (59 342 hab.)
- Vattubrinken (292 hab.)